# Tales of the Inexpressible
Albums de Shpongle
Are You Shpongled?
(1999) Nothing Lasts...But Nothing Is Lost
(2005)
Tales of the Inexpressible est le second album de Shpongle commercialisé en 2001. Simon Posford et Raja Ram étoffent et élargissent leur style introduit par l'album Are You Shpongled?. Raja Ram utilisent des instruments et des sonorités d'influence espagnole et orientales, et Simon Posford joue de la guitare classique aussi bien que du synthétiseur et des échantillons. Le titre Room 23 apparaît à l'arrière du disque avec le nom Room 2ॐ, le caractère ॐ signifiant Om : le son éternel sacré de l'hindouisme. L'album est bien accueilli sur AllMusic avec trois étoiles sur cinq.

## Pistes
1. Dorset Perception – 8:12
2. Star Shpongled Banner – 8:23
3. A New Way to Say Hooray! – 8:32
4. Room 2ॐ – 5:05
5. My Head Feels Like a Frisbee – 8:52
6. Shpongleyes – 8:56
7. Once Upon the Sea of Blissful Awareness – 7:30
8. Around the World in a Tea Daze – 11:21
9. Flute Fruit – 2:09

## Crédits
- Raja Ram : flûte, chants
- Simon Posford : programme, guitare, synthés, basse acoustique
- Michele Adamson : chants
- Abigail Gorton : chants
- Harry Escot : violoncelle, basse acoustique
- Pete Callard : guitare acoustique
- Dick Trevor : clavier et programme